# Run BTS
Run BTS (tiếng Hàn: 달려라 방탄; Romaja: Dallyeora Bangtan; cách điệu là Run BTS!) là một chương trình chiếu mạng Hàn Quốc với sự tham gia của nhóm nhạc nam BTS. Chương trình được phát sóng hàng tuần và được phát hành miễn phí trên V Live kể từ năm 2015 và trên Weverse kể từ năm 2020. Trong mỗi tập, các thành viên trong nhóm cùng chơi trò chơi hoặc tham gia nhiều hoạt động yêu cầu họ phải hoàn thành các thử thách và đôi khi thực hiện nhiệm vụ bí mật, để nhận được giải thưởng hoặc hình phạt.
Mùa 1 của Run BTS được công chiếu vào ngày 1 tháng 8 năm 2015. Hầu hết các tập được phát sóng vào thứ Ba, ngoại trừ khi 1 tập của BTS Gayo được phát hành. Chương trình đã gián đoạn trong 1 năm sau lần phát sóng vào ngày 5 tháng 1 năm 2016. Mùa 2 được công chiếu vào ngày 31 tháng 1 năm 2017. Chương trình bắt đầu phát sóng hàng tuần kể từ lần phát sóng vào ngày 23 tháng 5 năm 2017. Mùa 3 được công chiếu vào ngày 1 tháng 1 năm 2019.
Vào năm 2020, chương trình bị tạm dừng phát sóng hai lần: lần đầu tiên là để phát sóng bộ phim tài liệu Break The Silence của nhóm vào tháng 5, và sau đó là chương trình thực tế mới BTS In the Soop, kéo dài từ tuần thứ hai của tháng 8 cho đến tuần thứ ba của tháng 10. Vào năm 2021, chương trình đã gián đoạn trong một thời gian ngắn vào đầu tháng 5 đến giữa tháng 6 để đáp ứng các hoạt động quảng bá cho bài hát mới của của nhóm vào thời điểm đó. Chương trình sẽ tạm thời gián đoạn thứ hai vào tháng 10, để phát sóng mùa 2 của BTS In the Soop, khởi chiếu vào ngày 15.

## Định dạng
Mỗi tập của chương trình đều có các thành viên của BTS tham gia với các hoạt động liên quan đến chủ đề của tập, thường là dưới dạng trò chơi, nhiệm vụ hoặc thử thách, với lời hứa về (các) giải thưởng nếu họ thành công hoặc hình phạt nếu họ thất bại. Các thành viên giải quyết từng nhiệm vụ với tư cách là một nhóm, các đội riêng lẻ hoặc cá nhân nếu được yêu cầu. Các tập đặc biệt cũng có các hoạt động không cạnh tranh như biểu diễn thời trang và tiểu phẩm hoặc phim truyền hình. Hầu hết các tập đều được dẫn dắt bởi một MC, với một trong những thành viên của nhóm đảm nhiệm vai trò người dẫn chương trình trong ngày và các nhân viên sản xuất hỗ trợ các nhiệm vụ. Jin và Suga là MC thường xuyên nhất — J-Hope, RM và V đôi khi cũng đảm nhận vai trò MC. Đối với các tập có nhiệm vụ cần sự tham gia của cả nhóm, tất cả các thành viên đóng vai trò là người thuyết trình.
Thời gian phát sóng của mỗi tập ban đầu kéo dài 8–15 phút. Từ mùa 2 trở đi, nó được tăng lên 20–40 phút. Vào năm 2020, nó được mở rộng hơn nữa đến thời gian phát sóng nhất quán hơn từ 30–40 phút. Các đoạn phim ngắn ghi lại cảnh hậu trường độc quyền được đăng tải sau mỗi tập phim phát sóng. Ban đầu được đăng tải trên kênh trả phí V Live Channel+ của BTS bắt đầu từ năm 2017, Big Hit Entertainment đã chuyển các đoạn phim này sang nền tảng cộng đồng người hâm mộ chính thức Weverse kể từ ngày 16 tháng 1 năm 2020 dưới dạng nội dung trả phí dựa trên đăng ký độc quyền.

## Quảng bá
BTS đã đăng tải 2 video quảng bá cho chương trình thực tế mới sắp ra mắt trên kênh V Live của nhóm vào ngày 28 tháng 2 năm 2015. Video đầu tiên nhận được 242,000 lượt xem và 2,24 triệu lượt thích, video thứ hai nhận được 100,000 lượt xem và 87,000 lượt thích trong vòng 3 ngày kể từ khi được đăng tải.

## Danh sách tập

### Tổng quan về chương trình
| Mùa | Mùa | Số tập | Số tập              | Phát sóng gốc       | Phát sóng gốc        |
| Mùa | Mùa | Số tập | Số tập              | Phát sóng lần đầu   | Phát sóng lần cuối   |
| --- | --- | ------ | ------------------- | ------------------- | -------------------- |
|     | 1   | 11     | 11                  | 1 tháng 8 năm 2015  | 5 tháng 1 năm 2016   |
|     | 2   | 46     | 11                  | 31 tháng 1 năm 2017 | 30 tháng 5 năm 2017  |
| 35  | 2   | 46     | 3 tháng 10 năm 2017 | 24 tháng 7 năm 2018 |                      |
|     | 3   | 99     | 99                  | 1 tháng 1 năm 2019  | 12 tháng 10 năm 2021 |

### Mùa 1 (2015–16)
| TT. tổng thể | TT. trong mùa phim | Tên                              | MC       | Đội                                                                        | Ngày phát hành gốc   |
| --- | ------------------ | -------------------------------- | -------- | -------------------------------------------------------------------------- | -------------------- |
| 1 | 1                  | "Open"                           | Không có | Không có                                                                   | 1 tháng 8 năm 2015   |
| BTS thể hiện một bài hát chủ đề cho ứng dụng V Live, giới thiệu nền tảng mới và bản thân họ, đồng thời thảo luận về hy vọng của họ đối với chương trình. |                    |                                  |          |                                                                            |                      |
| 2 | 2                  | "The Greatest Man"               | Không có | Không có                                                                   | 2 tháng 8 năm 2015   |
| BTS tham gia vào một cuộc thi gồm 3 vòng để xác định "Người đàn ông xuất sắc nhất" trong số họ. Họ cạnh tranh trong một bài kiểm tra tính kiên nhẫn để xem ai có thể ngậm nước trong miệng lâu nhất — mà không cần phải phun ra — trong khi bị cù lét, một trò chơi há miệng để xem ai có miệng rộng nhất và một trò chơi ghế âm nhạc phiên bản đệm. Jungkook chiến thắng 2 trong số 3 vòng và nhận được huy hiệu "Người đàn ông xuất sắc nhất" như phần thưởng của mình.                                                                |                    |                                  |          |                                                                            |                      |
| — | SPE                | "Run! BTS Live in Thailand"      | Không có | Không có                                                                   | 10 tháng 8 năm 2015  |
| Nhân kỷ niệm sự kiện khai trương kênh V Live của nhóm, BTS tổ chức phần hỏi đáp, tham gia mukbang, trong đó họ ăn nhiều món Thái khác nhau và chơi trò chơi. Đây là buổi phát sóng đặc biệt dài 80 phút trực tiếp trong điểm dừng chân tại Thái Lan của chặng châu Á trong chuyến lưu diễn 2015 BTS Live Trilogy Episode II: The Red Bullet. Đoạn giới thiệu dài 6 phút cho tập đã được phát hành vào ngày diễn ra buổi hòa nhạc của nhóm tại sân vận động Thunder Dome ở Bangkok, trong khi tập đầy đủ được phát sóng vào ngày hôm sau. |                    |                                  |          |                                                                            |                      |
| 3 | 3                  | "Theme Park"                     | Không có | Không có                                                                   | 18 tháng 8 năm 2015  |
| BTS đến một công viên giải trí và phải hoàn thành các thử thách trong khi đi xe. |                    |                                  |          |                                                                            |                      |
| 4 | 4                  | "30-second Mission"              | Không có | Không có                                                                   | 15 tháng 9 năm 2015  |
| BTS chơi 3 trò chơi trong bể bơi: Jenga (dùng đũa), mở hạc giấy và đổ nửa chai Coca-Cola vào thùng rỗng. Jimin hoàn thành xuất sắc tất cả các thử thách và được chọn là MVP của ngày. V, Suga và Jin đều nhận hình phạt và phải uống nước ép tỏi. |                    |                                  |          |                                                                            |                      |
| 5 | 5                  | "100 Seconds Sports Day"         | Không có | Không có                                                                   | 29 tháng 9 năm 2015  |
| BTS thi đấu với các nhân viên của chương trình trong trò chơi truyền thống của Hàn Quốc. Họ phải hoàn thành 6 nhiệm vụ tiếp sức trong 100 giây. BTS chiến thắng và những người quay phim nhận được hình phạt về đồ uống (nước, giấm, nước sốt nóng và wasabi). |                    |                                  |          |                                                                            |                      |
| 6 | 6                  | "Confession" (phần 1)            | Không có | Priest (Jimin) · Penitents (V, Jungkook, J-Hope & Suga)                    | 3 tháng 10 năm 2015  |
| BTS tham gia vào tiểu phẩm, nơi họ thú nhận tội lỗi của họ với "linh mục" Jimin. |                    |                                  |          |                                                                            |                      |
| 7 | 7                  | "Confession" (phần 2)            | Không có | Priest (Suga) · Penitents (Jin, RM & V)                                    | 20 tháng 10 năm 2015 |
| Phần tiếp theo của tập trước, các thành viên thú nhận tội lỗi của mình với "linh mục" Suga. |                    |                                  |          |                                                                            |                      |
| 8 | 8                  | "Silmido Part 1, Survival"       | Không có | Red Team (RM, Jin, V & Jungkook) · Black Team (Suga, J-Hope & Jimin)       | 16 tháng 11 năm 2015 |
| BTS chia thành các đội và chơi súng sơn tại trung tâm trò chơi sinh tồn ở Inje, Gangwon-do. Đội đỏ chiến thắng. |                    |                                  |          |                                                                            |                      |
| 9 | 9                  | "Silmido Part 2, Find The Flag"  | Không có | Không có                                                                   | 15 tháng 12 năm 2015 |
| Phần tiếp theo của tập trước, BTS tham gia vào một cuộc truy tìm kho báu để tìm những lá cờ được giấu trong núi. Người chiến thắng sẽ nhận được phiếu ăn tối. RM, Jin, Jimin, V và Jungkook hoàn thành xuất sắc thử thách. J-Hope và Suga thất bại. |                    |                                  |          |                                                                            |                      |
| 10 | 10                 | "Silmido Part 3, Bungee Jumping" | Không có | Tall Team (RM, Jin, V & Jungkook) · To-Be-Tall Team (Suga, J-Hope & Jimin) | 22 tháng 12 năm 2015 |
| Vẫn ở Gangwon-do, BTS tiếp tục ghé thăm cơ sở Inje Bungee Jump, tháp nhảy cao nhất ở Hàn Quốc (63m). Mỗi người phải miêu tả tên bài hát bằng cách sử dụng cơ thể của mình trong quá trình nhảy và các thành viên khác phải xác định chính xác tên bài hát đó. Tất cả các thành viên đều hoàn thành xuất sắc thử thách. |                    |                                  |          |                                                                            |                      |
| 11 | 11                 | "Silmido, SPY?!?"                | Không có | Không có                                                                   | 5 tháng 1 năm 2016   |
| Vào cuối khoảng thời gian của nhóm ở Gangwon-do, các thành viên ăn tối cùng nhau và cố gắng tìm ra ai là "gián điệp" của ngày hôm đó — họ đã chọn sai V. Jungkook tiết lộ mình là gián điệp và nhận được giải thưởng tiền mặt khi hoàn thành xuất sắc 7 trong số 9 nhiệm vụ "gián điệp" được giao. |                    |                                  |          |                                                                            |                      |

### Mùa 2 (2017–18)
| ' |    |                                                        |          |                                                                                                   |                      |
| 12 | 1  | "Back to School"                                       | Không có | Không có                                                                                          | 31 tháng 1 năm 2017  |
| Các thành viên được giao một tiểu phẩm được diễn ra trong một bối cảnh trường học. Suga được giao vai nữ sinh trao đổi và các thành viên khác cố gắng quyến rũ cô. |    |                                                        |          |                                                                                                   |                      |
| 13 | 2  | "Cops"                                                 | Không có | Police Officers (RM, Suga, V & Jungkook) · Prisoners (Jin, J-Hope & Jimin)                        | 28 tháng 2 năm 2017  |
| Các thành viên được giao một tiểu phẩm trong đó cảnh sát thẩm vấn tù nhân về những tội danh vô ý nghĩa. |    |                                                        |          |                                                                                                   |                      |
| 14 | 3  | "The Spy Who Returned" (phần 1)                        | Suga     | Older Team (Jin, J-Hope & RM) · Younger Team (Jimin, V & Jungkook)                                | Tháng 2 năm 2017     |
| Trong khi ở One Mount Water Park, các thành viên phải tìm ra kẻ đang phá hoại họ. |    |                                                        |          |                                                                                                   |                      |
| 15 | 4  | "The Spy Who Returned" (phần 2)                        | Suga     | Older Team (Jin, J-Hope & RM) · Younger Team (Jimin, V & Jungkook)                                | 14 tháng 3 năm 2017  |
| Trong khi ở One Mount Water Park, các thành viên phải tìm ra kẻ đang phá họ. |    |                                                        |          |                                                                                                   |                      |
| 16 | 5  | "The Spy Who Returned" (phần 3)                        | Suga     | Older Team (Jin, J-Hope & RM) · Younger Team (Jimin, V & Jungkook)                                | 21 tháng 3 năm 2017  |
| Trong khi ở One Mount Water Park, các thành viên phải tìm ra kẻ đang phá họ. Jin chiến thắng. Các thành viên khác chỉ có thể nhận được thức ăn nếu họ làm theo những gì Jin nói với họ. |    |                                                        |          |                                                                                                   |                      |
| 17 | 6  | "Snowpark Winter Olympics"                             | Không có | Không có                                                                                          | 28 tháng 3 năm 2017  |
| Các thành viên tham gia BTS Winter Olympics. J-Hope chiến thắng, theo sau là Jungkook và Jin ở vị trí số 2 và vị trí số 3. |    |                                                        |          |                                                                                                   |                      |
| 18 | 7  | "Arcade Olympics" (phần 1)                             | Không có | Không có                                                                                          | 11 tháng 4 năm 2017  |
| Các thành viên đi đến một cửa hàng trò chơi arcade. |    |                                                        |          |                                                                                                   |                      |
| 19 | 8  | "Arcade Olympics" (phần 2)                             | Không có | Không có                                                                                          | 18 tháng 4 năm 2017  |
| Các thành viên đi đến một cửa hàng trò chơi arcade. RM chiến thắng. Suga xếp ở vị trí cuối cùng và được hưởng hình phạt. Vì Jimin xếp hạng cuối cùng trong thử thách khúc côn cầu trên không nên anh cũng bị phạt. Suga và Jimin mỗi người nhận hình phạt với một quả bóng bay phát nổ gần tai của họ. |    |                                                        |          |                                                                                                   |                      |
| 20 | 9  | "Strike"                                               | Không có | Jungkook · V, Jimin, RM, J-Hope, Suga & Jin · Jungkook, V & Jin · Jimin, RM, J-Hope & Suga        | 2 tháng 5 năm 2017   |
| Các thành viên chơi bowling. Jungkook chiến thắng trong vòng đầu tiên. Các thành viên khác phải cúi đầu trước anh. Jimin, RM, J-Hope & Suga chiến thắng trong vòng hai. Jungkook, V & Jin phải cúi đầu trước họ và bị đánh đòn. |    |                                                        |          |                                                                                                   |                      |
| 21 | 10 | "The Taste of Korea"                                   | Jin      | Jungkook's Team (RM, J-Hope & Jungkook) · Suga's Team (Suga, Jimin & V)                           | 23 tháng 5 năm 2017  |
| Các thành viên cố gắng nấu một bữa ăn trong vòng 1 giờ. Đội của Suga chiến thắng. Đội của Jungkook phải dọn dẹp. |    |                                                        |          |                                                                                                   |                      |
| 22 | 11 | "Board Game Competition"                               | Không có | Team Chica (Suga, J-Hope & Jimin) · Team Go (RM, Jin, V & Jungkook)                               | 30 tháng 5 năm 2017  |
| BTS chia thành các đội và chơi các trò chơi cờ bàn. Đội của RM chiến thắng. Jimin thua trò chơi Uno và bị phạt. |    |                                                        |          |                                                                                                   |                      |
| ' |    |                                                        |          |                                                                                                   |                      |
| 23 | 12 | "Hangawi Festival"                                     | Không có | Jin & Jimin · Suga & V · RM, J-Hope & Jungkook                                                    | 3 tháng 10 năm 2017  |
| Đối với tập đặc biệt cho lễ Chuseok, các thành viên mặc trang phục hanbok, làm món bánh songpyeon và chơi trò chơi truyền thống của Hàn Quốc. RM, J-Hope và Jungkook chiến thắng. Suga và V mỗi người phải ăn một songpyeon ngẫu nhiên. |    |                                                        |          |                                                                                                   |                      |
| 24 | 13 | "Pet Friends"                                          | J-Hope   | Không có                                                                                          | 17 tháng 10 năm 2017 |
| Các thành viên bắt cặp với những chú chó, cạnh tranh về sự vâng lời và sự nhanh nhẹn của chúng. J-Hope với Nuri chiến thắng. |    |                                                        |          |                                                                                                   |                      |
| 25 | 14 | "BTS vs. Zombies"                                      | Không có | Team A (RM, V & Jungkook) · Team B (Jin & Suga) · Team C (J-Hope & Jimin)                         | 24 tháng 10 năm 2017 |
| Các thành viên chống lại cuộc tấn công của zombie tại Everland trong khi vượt qua chướng ngại vật và giải các câu đố. Đội B chiến thắng. |    |                                                        |          |                                                                                                   |                      |
| 26 | 15 | "Game King"                                            | Suga     | Team Blue (RM, J-Hope & V) · Team Red (Jin, Jimin & Jungkook)                                     | 31 tháng 10 năm 2017 |
| Hai đội thi đấu trong trò chơi nhiều người chơi tại phòng vi tính. Đội Blue chiến thắng. Jimin thua cuộc đua cuối cùng và được yêu cầu hát "Blood Sweat & Tears" trong khi bị dội nước. |    |                                                        |          |                                                                                                   |                      |
| 27 | 16 | "Secret Agent"                                         | Không có | Team Kim Seok-jin (Jin, J-Hope & Jimin) · Team A (Suga & V) · Team 'B'ingsman (RM & Jungkook)     | 7 tháng 11 năm 2017  |
| Các thành viên chia thành các đội và chơi một trò chơi gián điệp. Đội Kim Seok-jin chiến thắng. |    |                                                        |          |                                                                                                   |                      |
| 28 | 17 | "Welcome to Your First MT" (phần 1)                    | Không có | Team Ooh-Ah (J-Hope & Jimin) · Team Ro-Jul (Suga & V) · Team Kim Seok-jin (RM, Jin & Jungkook)    | 14 tháng 11 năm 2017 |
| Các thành viên chia thành các đội để chiến thắng trong các trò chơi lấy thức ăn cho bữa tiệc nướng. |    |                                                        |          |                                                                                                   |                      |
| 29 | 18 | "Welcome to Your First MT" (phần 2)                    | Không có | Team Ooh-Ah (J-Hope & Jimin) · Team Ro-Jul (Suga & V) · Team Kim Seok-jin (RM, Jin & Jungkook)    | 21 tháng 11 năm 2017 |
| Các thành viên chia thành các đội và hát karaoke. Tất cả các đội chiến thắng và thưởng thức tiệc nướng với món ăn mà họ giành được. Đội Ooh-Ah giành được 300g thịt, gạo và xúc xích. Đội Ro-Jul giành được suất cơm ăn liền. Đội Kim Seok-jin giành được xúc xích. |    |                                                        |          |                                                                                                   |                      |
| 30 | 19 | "A Billboard Hot 100 Promise: Be Each Other's Stylist" | Suga     | Không có                                                                                          | 28 tháng 11 năm 2017 |
| BTS tổ chức một buổi biểu diễn thời trang, với các thành viên chọn quần áo từ tủ quần áo cá nhân của họ để thành viên khác mặc trên sàn diễn. |    |                                                        |          |                                                                                                   |                      |
| 31 | 20 | "The Variety Show of Memories" (phần 1)                | Suga     | Team Glasses (RM, V & Jungkook) · Team Kim Seok-jin (Jin, J-Hope & Jimin)                         | 5 tháng 12 năm 2017  |
| Các thành viên chơi trò chơi từ các chương trình thực tế nổi tiếng của Hàn Quốc trước đây. |    |                                                        |          |                                                                                                   |                      |
| 32 | 21 | "The Variety Show of Memories" (phần 2)                | Suga     | Team Glasses (RM, V & Jungkook) · Team Kim Seok-jin (Jin, J-Hope & Jimin)                         | 12 tháng 12 năm 2017 |
| Các thành viên chơi trò chơi từ các chương trình thực tế nổi tiếng của Hàn Quốc trước đây. Đội Glasses chiến thắng. Đội Kim Seok-jin phải mặc thời trang retro đến sân bay. |    |                                                        |          |                                                                                                   |                      |
| 33 | 22 | "Take Care of Santa"                                   | Không có | Không có                                                                                          | 23 tháng 12 năm 2017 |
| BTS thực hiện một tập Giáng sinh đặc biệt và hoàn thành nhiều nhiệm vụ khác nhau. J-Hope chiến thắng. |    |                                                        |          |                                                                                                   |                      |
| 34 | 23 | "BTS and Manito" (phần 1)                              | Không có | Jimin & V · J-Hope & Jungkook · RM · Jin & Suga                                                   | 28 tháng 12 năm 2017 |
| Mỗi thành viên được giao một Manito và một nhiệm vụ mà họ phải hoàn thành trong bí mật khi chơi các trò chơi khác. |    |                                                        |          |                                                                                                   |                      |
| 35 | 24 | "BTS and Manito" (phần 2)                              | Không có | Không có                                                                                          | 2 tháng 1 năm 2018   |
| Mỗi thành viên được giao một Manito và một nhiệm vụ mà họ phải hoàn thành trong bí mật khi chơi các trò chơi khác. Jimin chiến thắng. Suga phải mặc trang phục BT21 của Jimin và Jin phải mặc hanbok đến sân bay. |    |                                                        |          |                                                                                                   |                      |
| 36 | 25 | "Kimchi Battle"                                        | Không có | RM, Jin & V · Suga & Jimin · J-Hope & Jungkook                                                    | 9 tháng 1 năm 2018   |
| BTS chia thành các đội và cạnh tranh để làm ra kim chi ngon nhất bằng cách sử dụng các công thức từ các vùng miền khác nhau của Hàn Quốc. J-Hope & Jungkook chiến thắng. |    |                                                        |          |                                                                                                   |                      |
| 37 | 26 | "Kimchi Wars"                                          | Không có | Dance Line (J-Hope, Jimin & Jungkook) · Vocal Line (RM, Jin, Suga & V)                            | 16 tháng 1 năm 2018  |
| BTS phải sử dụng kim chi mà họ đã tạo ra để làm một món ăn mới. Vocal Line chiến thắng. Dance Line phải dọn dẹp. |    |                                                        |          |                                                                                                   |                      |
| 38 | 27 | "BTS Marble Returns"                                   | Không có | Không có                                                                                          | 23 tháng 1 năm 2018  |
| Các thành viên chơi trò chơi cờ bàn BTS Marble, trò chơi mà họ đã chơi trong tập 28. Jin chiến thắng. RM phải leo núi Achasan và Suga phải viết báo cáo sách. |    |                                                        |          |                                                                                                   |                      |
| 39 | 28 | "Spin BTS"                                             | Không có | Golden Youngest (Jin & Jimin) · Cherry RM (J-Hope & Jungkook) · Happy Evangelist (RM, Suga & V)   | 30 tháng 1 năm 2018  |
| Các thành viên chơi một trò chơi kéo co trong đó họ phải kéo 2 thành viên khác để hoàn thành câu đố. Suga thực hiện hình phạt của mình từ tập 35 bằng cách mặc trang phục Chimmy. Golden Youngest chiến thắng. RM bị làm mờ, Suga phải mặc trang phục BT21 của Jin và V phải đồng hành cùng RM leo núi Achasan. |    |                                                        |          |                                                                                                   |                      |
| 40 | 29 | "BTS Golden Bell, Pt. 1"                               | Jin      | RM, V & Jungkook · Suga, J-Hope & Jimin                                                           | 6 tháng 2 năm 2018   |
| BTS chơi nhiều trò chơi khác nhau thông qua một chương trình như Golden Bell. |    |                                                        |          |                                                                                                   |                      |
| 41 | 30 | "Lunar New Year Special: Only Good Things"             | Không có | Team 2018 (V, Jin & Suga) · Team New Year (J-Hope, Jimin, RM & Jungkook)                          | 13 tháng 2 năm 2018  |
| BTS chơi một loạt trò chơi của lễ Seollal. Đội New Year chiến thắng. Đội 2018 không được ăn. |    |                                                        |          |                                                                                                   |                      |
| 42 | 31 | "BTS Golden Bell, Pt. 2"                               | Jin      | RM, V & Jungkook · Suga, J-Hope & Jimin                                                           | 20 tháng 2 năm 2018  |
| Trong phần tiếp theo của tập 40, BTS chơi nhiều trò chơi khác nhau trong một chương trình như Golden Bell. Suga thực hiện hình phạt của mình từ tập 38 bằng cách trình bày báo cáo cuốn sách của mình. RM chiến thắng. Suga thua trò chơi oẳn tù tì và phải đi ra biển. |    |                                                        |          |                                                                                                   |                      |
| 43 | 32 | "Sports Challenge"                                     | Không có | Không có                                                                                          | 27 tháng 2 năm 2018  |
| Các thành viên BTS thi đấu vượt chướng ngại vật riêng lẻ. Jimin chiến thắng. J-Hope bị dội nước với mũ đồ chơi. |    |                                                        |          |                                                                                                   |                      |
| 44 | 33 | "Satisfaction of the Five Senses" (phần 1)             | Không có | Không có                                                                                          | 6 tháng 3 năm 2018   |
| Các thành viên chơi trò chơi kiểm tra các giác quan của họ. Suga thực hiện hình phạt của mình từ tập 28 và 31 bằng cách đi ra biển và mặc trang phục RJ. |    |                                                        |          |                                                                                                   |                      |
| 45 | 34 | "Satisfaction of the Five Senses" (phần 2)             | Không có | Không có                                                                                          | 13 tháng 3 năm 2018  |
| Các thành viên chơi trò chơi kiểm tra các giác quan của họ. RM và V thực hiện hình phạt của họ từ tập 27 và 28 bằng cách leo lên núi Achasan. Jungkook chiến thắng. Jin phải làm bữa sáng cho RM và V cho chuyến hành trình của họ. |    |                                                        |          |                                                                                                   |                      |
| 46 | 35 | "BTS Café"                                             | Không có | Không có                                                                                          | 20 tháng 3 năm 2018  |
| BTS cạnh tranh để pha cốc cà phê ngon nhất. Jin chiến thắng. |    |                                                        |          |                                                                                                   |                      |
| 47 | 36 | "BTS Workshop"                                         | Không có | Không có                                                                                          | 27 tháng 3 năm 2018  |
| BTS học cách làm gốm. |    |                                                        |          |                                                                                                   |                      |
| 48 | 37 | "Protect the BTS Village" (phần 1)                     | Không có | BTS Villagers (Jungkook, RM, Jin & J-Hope) · Blue Villagers (Jimin, Suga & V)                     | 3 tháng 4 năm 2018   |
| BTS chơi phiên bản chỉnh sửa của trò chơi suy luận xã hội Mafia: các thành viên đóng vai trò là cư dân của BTS Village với mục tiêu bảo vệ thị trấn bằng cách suy ra ai trong số họ là những kẻ mạo danh từ Blue Village của kẻ thù lân cận. |    |                                                        |          |                                                                                                   |                      |
| 49 | 38 | "Protect the BTS Village" (phần 2)                     | Không có | BTS Villagers (Jungkook, RM, Jin & J-Hope) · Blue Villagers (Jimin, Suga & V)                     | 10 tháng 4 năm 2018  |
| BTS chơi phiên bản chỉnh sửa của trò chơi Mafia: các thành viên đóng vai trò là cư dân của BTS Village với mục tiêu bảo vệ thị trấn bằng cách suy ra ai trong số họ là kẻ mạo danh từ kẻ thù láng giềng Blue Village. Blue Villagers chiến thắng. |    |                                                        |          |                                                                                                   |                      |
| 50 | 39 | "Eve Event, Pt. 1"                                     | Suga     | Không có                                                                                          | 17 tháng 4 năm 2018  |
| BTS kỷ niệm tập 50 bằng cách phản ứng lại những điểm nổi bật từ các tập có xếp hạng cao của họ và những khoảnh khắc nổi tiếng từ chương trình. I. Danh sách 5 tập Run BTS hàng đầu theo lượt xem 1. Tập 31 ("The Variety Show of Memories" (phần 2)) 2. Tập 11 ("Back to School") 3. Tập 20 ("The Taste of Korea") 4. Tập 33 ("BTS and Manito" (phần 1)) 5. Tập 12 ("Cops") II. Danh sách 5 tập Run BTS hàng đầu theo lượt thích 1. Tập 31 ("The Variety Show of Memories" (phần 2)) 2. Tập 33 ("BTS and Manito" (phần 1)) 3. Tập 32 ("Take Care of Santa") 4. Tập 34 ("BTS and Manito" (phần 2)) 5. Tập 35 ("Kimchi Battle") |    |                                                        |          |                                                                                                   |                      |
| 51 | 40 | "Eve Event, Pt. 2 & The 50th Episode Special, Pt. 1"   | Suga     | The 50th Episode Special: Frogs (Jungkook & V) · Rabbits (Jimin & Jin) · Dogs (RM, J-Hope & Suga) | 24 tháng 4 năm 2018  |
| I. Run BTS 50th Episode Eve Event, Pt. 2: BTS tiếp tục sự kiện trước đó trong tập 50 của họ với một lễ trao giải. - Cutie Pie Award (재간둥이 부문) – Jimin (đoạt giải) · Suga · V (đề cử) - Sports Award (스포츠 부문) – Jungkook (đoạt giải) · RM · Jimin (đề cử) - MC Award (진행 부문) – Suga (đoạt giải) · Jin (đề cử) - Acting Award (상황극 부문) – V (đoạt giải) · J-Hope · Jungkook (đề cử) - Cooking Award (요리 부문) – Jin (đoạt giải) · J-Hope · Jungkook (đề cử) - Consideration Award (배려 부문) – RM (đoạt giải) · Jungkook · Jimin (đề cử) - Audio Award (오디오 부문) – J-Hope (đoạt giải) · Jin · Suga (đề cử) - Best Chemistry Award (베스트 케미상) – Suga & V · RM & Jin · J-Hope, Jimin & Jungkook (đoạt giải) - Honorary Grand Prize (명예의 대상) – BTS (đoạt giải) II. The 50th Episode Special, Pt. 1: BTS kỷ niệm tập 50 của họ và các thành viên thực hiện một nhiệm vụ trong một công viên giải trí. |    |                                                        |          |                                                                                                   |                      |
| 52 | 41 | "The 50th Episode Special, Pt. 2"                      | Suga     | The 50th Episode Special: Frogs (Jungkook & V) · Rabbits (Jimin & Jin) · Dogs (RM, J-Hope & Suga) | 1 tháng 5 năm 2018   |
| BTS kỷ niệm tập 50 của họ và thực hiện một nhiệm vụ trong một công viên giải trí. Đội Dogs giành được một nồi nấu mì ramen. |    |                                                        |          |                                                                                                   |                      |
| 53 | 42 | "BTS Escape"                                           | Không có | Sleeping Girl Team (Jin, Suga & V) · Korean Dry Sauna Team (RM, J-Hope, Jimin & Jungkook)         | 26 tháng 6 năm 2018  |
| Các thành viên BTS được chia thành các đội để thoát ra khỏi phòng kín. Đội Sleeping Girl chiến thắng. |    |                                                        |          |                                                                                                   |                      |
| 54 | 43 | "BTS Picnic" (phần 1)                                  | Không có | Không có                                                                                          | 3 tháng 7 năm 2018   |
| Các thành viên sẽ đi du lịch và mua sắm các mặt hàng thực phẩm mà họ sẽ cần. Jungkook chiến thắng. Jin và Jimin phải đi bộ đến đó. |    |                                                        |          |                                                                                                   |                      |
| 55 | 44 | "BTS Picnic" (phần 2)                                  | Không có | RM, Suga, J-Hope & Jimin · Jin, V & Jungkook                                                      | 10 tháng 7 năm 2018  |
| Các thành viên đi du lịch và thi đấu các trò chơi ngoài trời. |    |                                                        |          |                                                                                                   |                      |
| 56 | 45 | "BTS Picnic" (phần 3)                                  | Không có | Không có                                                                                          | 17 tháng 7 năm 2018  |
| Các thành viên đi du lịch và chơi trò chơi cờ bàn. Jungkook và J-Hope thua cuộc và phải nấu bữa tối. |    |                                                        |          |                                                                                                   |                      |
| 57 | 46 | "BTS Picnic" (phần 4)                                  | Không có | Team A (RM, Jimin & V) · Team B (Jin & Suga) · Team C (J-Hope & Jungkook)                         | 24 tháng 7 năm 2018  |
| Các thành viên đi du lịch, hát karaoke và thay phiên nhau đọc một lá thư mà họ viết cho nhau. Đội B chiến thắng. Các đội khác phải dọn dẹp. |    |                                                        |          |                                                                                                   |                      |

### Mùa 3 (2019–21)
| TT. tổng thể | TT. trong mùa phim | Tên                                       | MC            | Đội | Ngày phát hành gốc   |
| --- | ------------------ | ----------------------------------------- | ------------- | --- | -------------------- |
| 58 | 1                  | "BTS Chef" (phần 1)                       | Không có      | 95's (V & Jimin) · Boxing (Jungkook & Jin) · Ref (J-Hope, Suga & RM)                                                  | 1 tháng 1 năm 2019   |
| BTS chia thành các đội để nấu món ăn Ý. |                    |                                           |               | |                      |
| 59 | 2                  | "BTS Chef" (phần 2)                       | Không có      | 95's (V & Jimin) · Boxing (Jungkook & Jin) · Ref (J-Hope, Suga & RM)                                                  | 7 tháng 1 năm 2019   |
| BTS hoàn thành món ăn Ý và được đánh giá bởi một đầu bếp chuyên nghiệp. Ref chiến thắng. Vì Boxing và 95's được xếp đồng hạng cho vị trí số 2, họ phá vỡ thế hòa bằng trò chơi oẳn tù tì. Boxing chiến thắng, 95's phải dọn dẹp và pha cà phê. |                    |                                           |               | |                      |
| 60 | 3                  | "Run BTS in Hotel" (phần 1)               | Không có      | Team Kim Seok-jin (Suga, J-Hope & Jungkook) · Team Ppa (RM & Jin) · Team Jji (Jimin & V)                              | 15 tháng 1 năm 2019  |
| BTS chia thành các đội và chơi các trò chơi liên quan đến bài hát trong phòng khách sạn. |                    |                                           |               | |                      |
| 61 | 4                  | "Run BTS in Hotel" (phần 2)               | Không có      | Team Kim Seok-jin (Suga, J-Hope & Jungkook) · Team Ppa (RM & Jin) · Team Jji (Jimin & V)                              | 22 tháng 1 năm 2019  |
| BTS tiếp tục chơi trò chơi trong phòng khách sạn. Đội Kim Seok-jin chiến thắng. Như một phần thưởng, các thành viên có thể nhường các hình phạt trong tương lai của họ cho một người khác. (hình phạt được sử dụng trong tập 82) |                    |                                           |               | |                      |
| 62 | 5                  | "BTS Sauna" (phần 1)                      | Không có      | Team A (RM, J-Hope, V & Jungkook) · Team Kim Seok-jin (Jin, Suga & Jimin)                                             | 29 tháng 1 năm 2019  |
| BTS chơi trò chơi tại phòng tắm hơi. |                    |                                           |               | |                      |
| 63 | 6                  | "BTS Sauna" (phần 2)                      | Không có      | Team A (RM, J-Hope, V & Jungkook) · Team Kim Seok-jin (Jin, Suga & Jimin)                                             | 5 tháng 2 năm 2019   |
| BTS tiếp tục chơi trò chơi tại phòng tắm hơi. Đội A chiến thắng. Đội Kim Seok-jin bị dội nước. |                    |                                           |               | |                      |
| 64 | 7                  | "BTS School" (phần 1)                     | Suga          | Team Kim Seok-jin (RM, Jin & V) · Team Jeon Jungkook (J-Hope, Jimin & Jungkook)                                       | 12 tháng 2 năm 2019  |
| Các thành viên BTS giả làm học sinh trong một lớp học do giáo viên/MC Suga dẫn dắt và tổ chức một cuộc bầu cử cho chức vụ lớp trưởng. Jungkook chiến thắng và được chia một quyền lợi bí mật. (quyền lợi được tiết lộ trong tập 65) |                    |                                           |               | |                      |
| 65 | 8                  | "BTS School" (phần 2)                     | Suga          | Team Kim Seok-jin (RM, Jin & V) · Team Jeon Jungkook (J-Hope, Jimin & Jungkook)                                       | 19 tháng 2 năm 2019  |
| Các thành viên BTS rung chuông trong giờ học âm nhạc, chơi trò chơi để giành đồ ăn trong giờ ăn trưa và thi đấu trong các trò chơi thể chất dành cho lớp thể dục. |                    |                                           |               | |                      |
| 66 | 9                  | "BTS School" (phần 3)                     | Suga          | Team Kim Seok-jin (RM, Jin & V) · Team Jeon Jungkook (J-Hope, Jimin & Jungkook)                                       | 26 tháng 2 năm 2019  |
| Các thành viên BTS tranh luận sôi nổi về món kem sô cô la bạc hà trong giờ học tiếng Hàn khi bị xịt nước. Đội Kim Seok-jin chiến thắng. Với tư cách là lớp trưởng, Jungkook chọn Jin là thành viên bổ sung để hoàn thành hình phạt. Đội Jeon Jungkook, Suga và Jin phải ngắm hoàng hôn ở Incheon. |                    |                                           |               | |                      |
| 67 | 10                 | "BTS in a Comic Book Café" (phần 1)       | Không có      | Không có | 5 tháng 3 năm 2019   |
| BTS chơi trò chơi trong quán cà phê truyện tranh. |                    |                                           |               | |                      |
| 68 | 11                 | "BTS in a Comic Book Café" (phần 2)       | Không có      | Không có | 12 tháng 3 năm 2019  |
| BTS tiếp tục chơi trò chơi trong quán cà phê truyện tranh. BTS thua, nhưng họ giành được 20 cuốn truyện tranh trong một trò chơi thưởng. |                    |                                           |               | |                      |
| 69 | 12                 | "Heart Pang"                              | Không có      | Team Seok-jin (RM, Jin & Jungkook) · Jimin & V · Suga & J-Hope                                                        | 19 tháng 3 năm 2019  |
| BTS chơi Heart Pang, một trò chơi cờ bàn, trong một khách sạn. Suga và J-Hope chiến thắng. Jimin và V phải mặc một bộ trang phục đặc biệt để đến sân bay. |                    |                                           |               | |                      |
| 70 | 13                 | "BTS in Toronto" (phần 1)                 | Không có      | Không có | 30 tháng 4 năm 2019  |
| BTS đến thăm Niagara Falls ở Ontario, Canada để tham quan và thực hiện các nhiệm vụ bất ngờ. Họ dừng chân để ăn trưa tại một nhà hàng BBQ Hàn Quốc trước khi đi mua hàng tạp hóa để tìm nguyên liệu chế biến cho bữa tối. |                    |                                           |               | |                      |
| 71 | 14                 | "BTS in Toronto" (phần 2)                 | Không có      | Không có | 7 tháng 5 năm 2019   |
| Các thành viên mua sắm quần áo sưởi ấm và sau đó đi đến căn hộ áp mái cho thuê của họ. Các thành viên chọn phòng của họ cho buổi tối. RM, Suga và J-Hope ở chung phòng và Jin, Jimin, V và Jungkook ở chung phòng. |                    |                                           |               | |                      |
| 72 | 15                 | "BTS in Toronto" (phần 3)                 | Không có      | Không có | 14 tháng 5 năm 2019  |
| J-Hope và Jungkook phải nấu bữa sáng vì họ đã thất bại trong nhiệm vụ buổi sáng. Các chàng trai dành thời gian bên bờ biển Lake Ontario. Jimin và Jungkook thua cuộc. Jimin phải nhảy xuống hồ (Jin đi cùng vì tình bạn) và mua quần áo cho Jin. Jungkook phải mua đồ ăn cho tất cả các nhân viên. |                    |                                           |               | |                      |
| 73 | 16                 | "BTS and Mafia"                           | Không có      | X-Man (J-Hope) · Pranksters (RM, Jin, Suga, Jimin, V & Jungkook)                                                      | 21 tháng 5 năm 2019  |
| Các thành viên BTS được giao nhiệm vụ bí mật và chơi khăm J-Hope trong trò chơi Mafia, trong khi J-Hope cố gắng khiến đội của mình thua trong tất cả các vòng của trò chơi. Tất cả các thành viên đều thua cuộc. Sau khi chọn ngẫu nhiên giữa Jungkook và J-Hope, J-Hope đã cùng Jimin và V mặc quần áo do Jimin thiết kế khi BTS trở về Hàn Quốc. |                    |                                           |               | |                      |
| 74 | 17                 | "Run BTS Drama" (phần 1)                  | Không có      | Không có | 28 tháng 5 năm 2019  |
| BTS kiểm tra kỹ năng diễn xuất của họ bằng cách diễn lại những câu thoại trong các bộ phim truyền hình Hàn Quốc (RM: Thanh xuân vật vã; Jin: Chuyện tình Paris; Suga: Vườn sao băng; J-Hope: Cuộc chiến hoàng cung; Jimin: Yêu tinh; V: Mặt trăng ôm mặt trời; Jungkook: Kill Me, Heal Me) trước khi ghi hình phim ngắn của riêng họ. |                    |                                           |               | |                      |
| 75 | 18                 | "Run BTS Drama" (phần 2)                  | Không có      | Không có | 4 tháng 6 năm 2019   |
| BTS ghi hình các cảnh phim của họ và cố gắng hoàn thành trong vòng 2 giờ nếu không muốn cảnh quay hỏng của họ được phát sóng (đạo diễn: V; chỉ đạo/ghi giờ: Jimin; cắt phân cảnh: Jungkook; quản lý đạo cụ: Jin; nhà tạo mẫu: J-Hope; chăm sóc tinh thần: RM; snacks: Suga; diễn viên: BTS) |                    |                                           |               | |                      |
| 76 | 19                 | "Run BTS Drama" (phần 3)                  | Không có      | Không có | 11 tháng 6 năm 2019  |
| BTS tiếp tục ghi hình bộ phim của họ dưới áp lực thời gian. |                    |                                           |               | |                      |
| 77 | 20                 | "Run BTS Drama" (phần 4)                  | Không có      | Không có | 18 tháng 6 năm 2019  |
| BTS đã ghi hình xong những cảnh quay cuối cùng của họ và phiên bản cuối cùng của phim ngắn của họ được gọi là Dalbang Dorm (달방하숙, RR: Dalbanghasuk) đã được phát sóng. |                    |                                           |               | |                      |
| 78 | 21                 | "Food Guest" (phần 1)                     | Jin           | Team Kim Seok-jin (J-Hope, Jimin & V) · Team Seok-jin Kim (RM, Suga & Jungkook)                                       | 25 tháng 6 năm 2019  |
| BTS chơi nhiều vòng trò chơi đoán thức ăn để giành phần ăn trưa. |                    |                                           |               | |                      |
| 79 | 22                 | "Food Guest" (phần 2)                     | Jin           | Team Kim Seok-jin (J-Hope, Jimin & V) · Team Seok-jin Kim (RM, Suga & Jungkook)                                       | 2 tháng 7 năm 2019   |
| BTS chơi 3 vòng cuối cùng của các trò chơi liên quan đến đồ ăn. Đội Seok-jin Kim chiến thắng. Đội Kim Seok-jin phải đội mũ tai thỏ ở sân bay trước báo giới/truyền thông. |                    |                                           |               | |                      |
| 80 | 23                 | "Operation 007" (phần 1)                  | Không có      | Upstairs (Suga, Jimin & V) · Downstairs (RM, Jin, J-Hope & Jungkook)                                                  | 9 tháng 7 năm 2019   |
| Các thành viên BTS tìm kiếm các thẻ được giấu xung quanh Lotte Duty Free, có thể đổi lấy cơ hội chơi mini game để giành được trái tim bằng giấy. Thành viên có nhiều trái tim bằng giấy nhất cuối cùng sẽ chiến thắng. |                    |                                           |               | |                      |
| 81 | 24                 | "Operation 007" (phần 2)                  | Không có      | Upstairs (Suga, Jimin & V) · Downstairs (RM, Jin, J-Hope & Jungkook)                                                  | 16 tháng 7 năm 2019  |
| Các thành viên BTS tiếp tục tìm kiếm thẻ, chơi mini game và thu thập trái tim bằng giấy. Jin chiến thắng và nhận được một bộ thẻ quà tặng trị giá 1,4 triệu KRW do Lotte Duty Free cung cấp. |                    |                                           |               | |                      |
| 82 | 25                 | "BTS VR" (phần 1)                         | Không có      | Team V (Jimin, V & Jungkook) · Team R (RM, Jin, Suga & J-Hope)                                                        | 23 tháng 7 năm 2019  |
| BTS chơi 4 vòng trò chơi VR. Kết thúc phần thi, đội có số điểm thấp nhất sẽ nhận được hình phạt bí mật. |                    |                                           |               | |                      |
| 83 | 26                 | "BTS VR" (phần 2)                         | Không có      | Team V (Jimin, V & Jungkook) · Team R (RM, Jin, Suga & J-Hope)                                                        | 30 tháng 7 năm 2019  |
| BTS tiếp tục chơi trò chơi VR. Đội V chiến thắng. Jin và Suga chơi một trò chơi VR kinh dị như một hình phạt. |                    |                                           |               | |                      |
| 84 | 27                 | "Summer Outing" (phần 1)                  | Không có      | Team Muscat (Suga, Jimin, V & Jungkook) · Team Fresh (RM, Jin & J-Hope)                                               | 6 tháng 8 năm 2019   |
| BTS chơi bóng nước và đi phao kéo trong khi cố gắng trả lời các câu hỏi toán học. Đội Fresh chiến thắng cả 2 trò chơi. |                    |                                           |               | |                      |
| 85 | 28                 | "Summer Outing" (phần 2)                  | Không có      | Team Muscat (Suga, Jimin & V) · Team Fresh (RM, Jin & Jungkook)                                                       | 13 tháng 8 năm 2019  |
| BTS chơi các trò chơi giải trí trên hồ bao gồm trượt nước, đua vượt chướng ngại vật và nhảy blob. J-Hope tạm ngừng quay phim do buồn nôn và Jungkook thay thế vị trí của anh trong đội Fresh. Đội Muscat chiến thắng vòng đầu tiên, cả 2 đội đều thua trong vòng thứ hai và đội Fresh chiến thắng trong vòng thứ ba. |                    |                                           |               | |                      |
| 87 | 29                 | "Summer Outing" (phần 3)                  | Không có      | Chasers (Jin, Suga, RM, Jimin & V) · Defender (Jungkook)                                                              | 20 tháng 8 năm 2019  |
| BTS chơi trò chơi thưởng "Đánh bại Jungkook", lái thuyền và đổi quà từ Manito trong khi thư giãn và ăn tối bên bờ biển. Tất cả các thành viên đều chiến thắng. Suga và J-Hope không đi thuyền vì say tàu xe, nhưng sau đó sẽ cùng những người còn lại ăn tối và đổi quà. |                    |                                           |               | |                      |
| 87 | 30                 | "Hangul Day Special" (phần 1)             | Không có      | Không có | 8 tháng 10 năm 2019  |
| Nhân kỷ niệm ngày Hangul, BTS đã thực hiện các câu đố về các từ và cụm từ truyền thống của Hàn Quốc và được trao các nhãn dán dựa trên buổi biểu diễn của họ. Đây là tập đầu tiên được phát sóng trên cả V Live và Weverse. |                    |                                           |               | |                      |
| 88 | 31                 | "Hangul Day Special" (phần 2)             | Không có      | Không có | 18 tháng 10 năm 2019 |
| BTS tìm kiếm các chữ cái Hangul ẩn xung quanh Oil Tank Culture Park ở Seoul, nó có thể được tạo thành từ và đổi lấy các nhãn dán bổ sung. Các thành viên đồng thời cố gắng gắn thẻ trở lại mục tiêu được chỉ định của họ bằng nhãn dán mà không bị bắt. |                    |                                           |               | |                      |
| 89 | 32                 | "Hangul Day Special" (phần 3)             | Không có      | Không có | 22 tháng 10 năm 2019 |
| BTS tiếp tục tìm kiếm các chữ cái Hangul được giấu xung quanh Oil Tank Culture Park ở Seoul, nó có thể được tạo thành từ và đổi lấy các nhãn dán bổ sung. Các thành viên đồng thời cố gắng gắn thẻ trở lại mục tiêu được chỉ định của họ bằng nhãn dán mà không bị bắt. V chiến thắng và được thưởng một chiếc xe tay ga. |                    |                                           |               | |                      |
| 90 | 33                 | "BTS Gayo Returns" (phần 1)               | Không có      | Team Kim Seok-jin (V, Suga & Jin) · Team J-Hope (J-Hope, Jimin, Jungkook & RM)                                        | 5 tháng 11 năm 2019  |
| BTS chơi nhiều trò chơi liên quan đến bài hát như chương trình thực tế trước đó của họ, BTS Gayo. Đội J-Hope chiến thắng trong 2 vòng đầu tiên của Gayo. |                    |                                           |               | |                      |
| 91 | 34                 | "BTS Gayo Returns" (phần 2)               | Không có      | Team Kim Seok-jin (V, Suga & Jin) · Team J-Hope (J-Hope, Jimin, Jungkook & RM)                                        | 12 tháng 11 năm 2019 |
| BTS tiếp tục chơi các trò chơi liên quan đến bài hát như chương trình thực tế trước đó của họ, BTS Gayo. Đội J-Hope chiến thắng. V chiến thắng và được miễn hình phạt. Jin và Suga phải diện một món đồ "sành điệu" ra sân bay. |                    |                                           |               | |                      |
| 92 | 35                 | "Mini Golden Bell" (phần 1)               | V             | Không có | 14 tháng 1 năm 2020  |
| BTS thi đấu với nhau trong các câu đố. Jin và Jimin chiến thắng trong trò chơi đầu tiên. |                    |                                           |               | |                      |
| 93 | 36                 | "Mini Golden Bell" (phần 2)               | V             | Không có | 21 tháng 1 năm 2020  |
| BTS tiếp tục cạnh tranh với nhau trong các câu đố. Jungkook chiến thắng. J-Hope được hưởng hình phạt. Với đặc ân là MC, V được trao khả năng dẫn theo một thành viên khác khi anh nhận một hình phạt trong tương lai. |                    |                                           |               | |                      |
| 94 | 37                 | "BTS Marble" (phần 1)                     | Không có      | Yellow Team (Suga, J-Hope, Jimin & Jungkook) · Blue Team (RM, Jin & V)                                                | 28 tháng 1 năm 2020  |
| BTS chơi trò chơi cờ bàn BTS Marble. |                    |                                           |               | |                      |
| 95 | 38                 | "BTS Marble" (phần 2)                     | Không có      | Yellow Team (Suga, J-Hope, Jimin & Jungkook) · Blue Team (RM, Jin & V)                                                | 4 tháng 2 năm 2020   |
| BTS chơi trò chơi cờ bàn BTS Marble. J-Hope, Jin và Suga thực hiện hình phạt của họ từ tập 90 và 92 bằng cách đeo băng đô hoa hướng dương tại sân bay khi BTS trở về Hàn Quốc. Đội Blue chiến thắng. |                    |                                           |               | |                      |
| 96 | 39                 | "Let's Play With BTS" (phần 1)            | Jin           | Không có | 10 tháng 3 năm 2020  |
| Các thành viên BTS chơi các trò chơi cổ điển thời thơ ấu và ăn đồ ăn vặt từ thời thơ ấu của họ. |                    |                                           |               | |                      |
| 97 | 40                 | "Let's Play With BTS" (phần 2)            | Jin           | Không có | 17 tháng 3 năm 2020  |
| Các thành viên BTS tiếp tục chơi trò chơi cổ điển thời thơ ấu. Jimin chiến thắng. |                    |                                           |               | |                      |
| 98 | 41                 | "Pajama Party" (phần 1)                   | Không có      | Không có | 24 tháng 3 năm 2020  |
| Các thành viên BTS chơi nhiều trò chơi khác nhau trong một bữa tiệc pyjama. Jimin nhận một hình phạt vì anh là người cuối cùng mặc quần áo. |                    |                                           |               | |                      |
| 99 | 42                 | "Pajama Party" (phần 2)                   | Không có      | Không có | 31 tháng 3 năm 2020  |
| Các thành viên BTS tiếp tục chơi nhiều trò chơi khác nhau trong một bữa tiệc pyjama. Jin chiến thắng. RM, người xếp cuối cùng, phải thực hiện hình phạt với Jimin. (hình phạt sau đó được thực hiện trong tập 116) |                    |                                           |               | |                      |
| 100 | 43                 | "Florists"                                | Không có      | Bubble Bowl (Jimin) · Bouquet (J-Hope & Jungkook) · Flower Coronet (RM & Jin) · Wreath (Suga & V)                     | 7 tháng 4 năm 2020   |
| Các thành viên BTS được giới thiệu về cách cắm hoa. Một người bán hoa cho khách tiết lộ loài hoa theo ngày sinh của từng thành viên và dạy họ cách làm boutonnière. Sau đó, các thành viên tạo ra nhiều hoa trang trí theo thiết kế của riêng họ. |                    |                                           |               | |                      |
| 101 | 44                 | "100th Episode Special" (phần 1)          | Không có      | Team Baek-jin (J-Hope, RM & Suga) · Team Seok-baek (Jungkook, Jimin, V & Jin)                                         | 14 tháng 4 năm 2020  |
| Nhân kỷ niệm tập 100 của chương trình, các thành viên BTS thực hiện các phiên bản nâng cấp của các nhiệm vụ mà họ yêu thích trong các tập trước. Các thành viên chơi một câu đố về các tập trước của Run BTS để xác định xem ai sẽ được đặc quyền lựa chọn thành viên trong đội của mình. |                    |                                           |               | |                      |
| 102 | 45                 | "100th Episode Special" (phần 2)          | Không có      | Team Baek-jin (J-Hope, RM & Suga) · Team Seok-baek (Jungkook, Jimin, V & Jin)                                         | 21 tháng 4 năm 2020  |
| Nhân kỷ niệm tập 100 của chương trình, các thành viên BTS đã thực hiện các phiên bản nâng cấp của các nhiệm vụ mà họ yêu thích trong các tập trước. Đội Seok-baek chiến thắng. |                    |                                           |               | |                      |
| 103 | 46                 | "King of Avatar Cook" (phần 1)            | J-Hope        | Team Kim Seok-yi-gin (Jin, V & Jungkook) · Team Kim Seok-jin (Suga, RM & Jimin)                                       | 28 tháng 4 năm 2020  |
| Các thành viên BTS trong mỗi đội nấu ăn dựa trên hướng dẫn của trưởng nhóm Jin và Suga, những người đang theo dõi từ một phòng riêng biệt. |                    |                                           |               | |                      |
| 104 | 47                 | "King of Avatar Cook" (phần 2)            | J-Hope        | Team Kim Seok-yi-gin (Jin, V & Jungkook) · Team Kim Seok-jin (Suga, RM & Jimin)                                       | 5 tháng 5 năm 2020   |
| Các thành viên BTS trong mỗi đội nấu ăn dựa trên hướng dẫn của trưởng nhóm Jin và Suga, những người đang theo dõi từ một phòng riêng biệt. Đội Kim Seok-yi-gin chiến thắng. Đội Kim Seok-jin bị phạt leo núi Achasan. Đây là tập cuối cùng được phát sóng trước khi chương trình bắt đầu gián đoạn lần đầu tiên trong năm để phát hành bộ phim tài liệu Break the Silence của BTS. |                    |                                           |               | |                      |
| 105 | 48                 | "Photo Exhibition" (phần 1)               | Không có      | Không có | 16 tháng 6 năm 2020  |
| Mỗi thành viên BTS chọn quần áo để phối lại thành trang phục, sau đó bốc thăm để quyết định xem ai sẽ mặc trang phục của ai. Họ cũng tự làm tóc và trang điểm, chụp ảnh cá nhân, nhóm nhỏ và cả nhóm. Cuối cùng, họ bình chọn cho bức ảnh đẹp nhất và người chiến thắng sẽ giành được giải thưởng. Suga đã chiến thắng trong thử thách ngồi ghế âm nhạc và được đặc quyền chọn trang phục trước. |                    |                                           |               | |                      |
| 106 | 49                 | "Photo Exhibition" (phần 2)               | Không có      | Không có | 23 tháng 6 năm 2020  |
| Các thành viên BTS hoàn thành việc may trang phục và bốc thăm để quyết định xem ai sẽ mặc trang phục của ai. Mỗi thành viên mặc trang phục mà họ đã vẽ và làm mẫu cho một buổi chụp ảnh riêng dựa trên một chủ đề được chỉ định. Trong khi đó, các thành viên khác được giao nhiều vai trò (1 nhiếp ảnh gia, 1 trợ lý, 1 chuyên gia trang điểm và làm tóc và 3 người giám sát/chọn ảnh). |                    |                                           |               | |                      |
| 107 | 50                 | "Photo Exhibition" (phần 3)               | Không có      | Không có | 30 tháng 6 năm 2020  |
| Các thành viên BTS hoàn thành phần chụp ảnh cá nhân, sau đó tiến hành chụp ảnh nhóm nhỏ và chụp ảnh cả nhóm dựa trên các chủ đề được giao. Sau đó, các thành viên BTS tổ chức một buổi triển lãm ảnh và đánh giá từng bức ảnh, xem xét tên và mô tả. Nhiếp ảnh gia Suga và người mẫu Jungkook chiến thắng. Suga nhận được một bức ảnh đóng khung của Jimin do Jungkook chụp. |                    |                                           |               | |                      |
| 108 | 51                 | "BTS Game Scouts" (phần 1)                | Không có      | Không có | 7 tháng 7 năm 2020   |
| Các thành viên BTS chơi trò chơi điện tử tại một nhà thi đấu thể thao điện tử. Họ thi đấu với nhau trong một loạt các trò chơi điện tử. Người chiến thắng chung cuộc nhận được một giải thưởng. |                    |                                           |               | |                      |
| 109 | 52                 | "BTS Game Scouts" (phần 2)                | Không có      | Không có | 14 tháng 7 năm 2020  |
| Các thành viên BTS tiếp tục chơi trò chơi điện tử tại một nhà thi đấu thể thao điện tử. Họ cạnh tranh với nhau trong một loạt các trò chơi điện tử. Jungkook chiến thắng và nhận được phiếu quà tặng trị giá 500,000 KRW. |                    |                                           |               | |                      |
| 110 | 53                 | "Dubbing"                                 | Không có      | Không có | 21 tháng 7 năm 2020  |
| Các thành viên BTS lồng tiếng các phân cảnh ngắn từ Vua sư tử, Câu chuyện đồ chơi và Phi vụ động trời, dưới sự giám sát của nam diễn viên lồng tiếng Ahn Ji- hwan trong một phòng thu âm. |                    |                                           |               | |                      |
| 111 | 54                 | "Treasure Hunt" (phần 1)                  | Không có      | Không có | 28 tháng 7 năm 2020  |
| Các thành viên BTS chơi trò chơi với tư cách là một đội để giành được những gợi ý cho cuộc truy tìm kho báu tại studio xe hơi Hyundai. |                    |                                           |               | |                      |
| 112 | 55                 | "Treasure Hunt" (phần 2)                  | Không có      | Không có | 4 tháng 8 năm 2020   |
| Các thành viên BTS chơi trò chơi với tư cách cá nhân để tìm manh mối cho kho báu được cất giấu. Người tìm ra kho báu sẽ được về nhà sớm. Jin là người đầu tiên rời đi. Đây là tập cuối cùng được phát sóng trước khi chương trình bị gián đoạn lần thứ hai (và cũng là cuối cùng) trong năm, để phát hành chương trình thực tế BTS In the Soop. |                    |                                           |               | |                      |
| — | SPE                | "Dubbing Director's Cut"                  | Không có      | Không có | 11 tháng 8 năm 2020  |
| Trong phiên bản mở rộng của tập 110, các thành viên BTS lồng tiếng cho phim ngắn Dalbang Dorm (달방하숙, RR: Dalbanghasuk) được tạo trong các tập 74-77. |                    |                                           |               | |                      |
| 113 | 56                 | "Dalbang School" (phần 1)                 | Jin           | V Team (RM & J-Hope) · Bear Team (V & Suga) · Hyuk Team (Jungkook & Jimin)                                            | 20 tháng 10 năm 2020 |
| Các thành viên BTS chơi theo đội để vượt qua các môn học khác nhau của trường. Họ cạnh tranh trong các lớp học Tiếng Hàn và Nghệ thuật. |                    |                                           |               | |                      |
| 114 | 57                 | "Dalbang School" (phần 2)                 | Jin           | V Team (RM & J-Hope) · Bear Team (V & Suga) · Hyuk Team (Jungkook & Jimin)                                            | 27 tháng 10 năm 2020 |
| Các thành viên BTS chơi theo đội để vượt qua các môn học khác nhau của trường. Họ cạnh tranh trong lớp Âm nhạc, Tiếng Trung và Thể dục. Đội V chiến thắng. Đội Hyuk phải mặc một chiếc áo phông hình chữ nhật do các nhân viên làm. Với đặc ân là MC, Jin được trao khả năng dẫn theo một thành viên khác khi anh nhận một hình phạt trong tương lai. |                    |                                           |               | |                      |
| 115 | 58                 | "League of Number One" (phần 1)           | Không có      | Team A (RM, Suga, Jimin, Teddy, Faker & Cuzz) · Team B (Jungkook, Jin, J-Hope, V, Effort & Canna)                     | 3 tháng 11 năm 2020  |
| Các thành viên BTS và các thành viên T1 chơi nhiều trò chơi khác nhau như "I am ground" và "Toy Hammer Game" ở phần đầu với mục đích phá vỡ bầu không khí ngượng ngùng, sau đó chia thành các đội để hát một bài hát của BTS và chơi "Mundo Dodgeball" & "What The Box?". |                    |                                           |               | |                      |
| 116 | 59                 | "League of Number One" (phần 2)           | Không có      | Team A (RM, Suga, Jimin, Teddy, Faker & Cuzz) · Team B (Jungkook, Jin, J-Hope, V, Effort & Canna)                     | 10 tháng 11 năm 2020 |
| Các thành viên BTS và các thành viên T1 chơi nhiều trò chơi khác nhau như Gang Beasts & Fall Guys tại một đấu trường thể thao điện tử. Cả 2 đội hòa nhau. |                    |                                           |               | |                      |
| 117 | 60                 | "Teambuilding Special" (phần 1)           | Không có      | Không có | 17 tháng 11 năm 2020 |
| Các thành viên BTS thực hiện các thử thách làm việc theo nhóm và phải hoàn thành 5 trong số 16 nhiệm vụ để về nhà. RM và Jimin thực hiện hình phạt của họ từ tập 98 bằng cách mặc quần dài và giày cao su. |                    |                                           |               | |                      |
| 118 | 61                 | "Teambuilding Special" (phần 2)           | Không có      | Không có | 24 tháng 11 năm 2020 |
| Các thành viên BTS thực hiện các thử thách làm việc theo nhóm và phải hoàn thành 5 trong số 16 nhiệm vụ để về nhà. Kết quả là họ đã có thể hoàn thành 5 thử thách và về nhà sớm. |                    |                                           |               | |                      |
| 119 | 62                 | "Photo Story" (phần 1)                    | Không có      | Không có | 1 tháng 12 năm 2020  |
| Tại Samsung Electronics Cafe Camptong, BTS cần tìm các ghi chú và chụp ảnh theo hướng dẫn ghi trên đó để nhận được điểm. Họ cũng phải xác định vị trí 7 thẻ khóa mở tủ khóa với nhiều ghi chú dán bên trong — mỗi thẻ có giá trị 10 điểm. Theo hình phạt, thành viên có ít điểm nhất phải làm "Thần đèn" cho thành viên có nhiều điểm nhất và ban cho người đó một điều ước. Jimin và Jungkook thực hiện hình phạt của họ từ tập 114 bằng cách mặc áo phông có họa tiết trong ngày. |                    |                                           |               | |                      |
| 120 | 63                 | "Photo Story" (phần 2)                    | Không có      | Không có | 8 tháng 12 năm 2020  |
| Các thành viên xem lại ảnh của nhau để xác định người chiến thắng. Jin được tiết lộ là một điệp viên — các thành viên khác sẽ bị trừ điểm cho mỗi bức ảnh có bất kỳ bộ phận nào trên cơ thể của anh xuất hiện. V chiến thắng với 33 điểm. Jin nhận được một đặc quyền đặc biệt khi thực hiện thành công nhiệm vụ gián điệp của mình. Jungkook đạt điểm thấp nhất với 14 điểm và phải ban cho V một điều ước như "Thần đèn". |                    |                                           |               | |                      |
| 121 | 64                 | "Reply BTS Village" (phần 1)              | Không có      | Detective (Jin) · Innocents (Suga, J-Hope, Jimin & Jungkook) · Culprits (RM, V)                                       | 15 tháng 12 năm 2020 |
| BTS chơi phiên bản chỉnh sửa của Mafia, lấy bối cảnh từ BTS Village vào những năm 1900: các thành viên đóng vai trò là cư dân cũ của BTS Village với mục tiêu tìm ra ai trong số họ đã phá vỡ tấm bia của ARMY. |                    |                                           |               | |                      |
| 122 | 65                 | "Reply BTS Village" (phần 2)              | Không có      | Detective (Jin) · Innocents (Suga, J-Hope, Jimin & Jungkook) · Culprits (RM, V)                                       | 22 tháng 12 năm 2020 |
| BTS chơi phiên bản chỉnh sửa của Mafia, lấy bối cảnh từ BTS Village vào những năm 1900: các thành viên đóng vai trò là cư dân cũ của BTS Village với mục tiêu tìm ra ai trong số họ đã phá vỡ tấm bia của ARMY. Culprits chiến thắng. Jungkook, mặc dù là một dân làng vô tội, nhưng được trao một cơ hội cuối cùng và đoán chính xác danh tính của "Culprits". Anh không nhận được hình phạt. |                    |                                           |               | |                      |
| 123 | 66                 | "Reverse Avatar Cook" (phần 1)            | RM            | Avatar Cooks (Jin & Suga) · Team 1 (J-Hope & V) · Team 2 (Jimin & Jungkook)                                           | 29 tháng 12 năm 2020 |
| Phiên bản "ngược" của tập 103–104: King of Avatar Cook, các thành viên BTS trong mỗi đội đưa ra hướng dẫn cho Jin và Suga dựa trên video hướng dẫn công thức trong khi họ theo dõi quá trình nấu ăn của bộ đôi trong một căn phòng riêng biệt. |                    |                                           |               | |                      |
| 124 | 67                 | "Reverse Avatar Cook" (phần 2)            | RM            | Avatar Cooks (Jin & Suga) · Team 1 (J-Hope & V) · Team 2 (Jimin & Jungkook)                                           | 5 tháng 1 năm 2021   |
| Phiên bản "ngược" của tập 103–104: King of Avatar Cook, các thành viên BTS trong mỗi đội đưa ra hướng dẫn cho Jin và Suga dựa trên video hướng dẫn công thức trong khi họ theo dõi quá trình nấu ăn của bộ đôi trong một căn phòng riêng biệt. Đội 2 chiến thắng. Đội 1 phải mặc áo phông có họa tiết từ tập 119. Với đặc quyền là MC, RM được trao khả năng dẫn theo một thành viên khác khi anh nhận một hình phạt trong tương lai. |                    |                                           |               | |                      |
| 125 | 68                 | "Producer Special"                        | Không có      | Không có | 12 tháng 1 năm 2021  |
| Các thành viên BTS trở thành một phần của đội ngũ sản xuất cho chương trình trong ngày. Trong cuộc họp nhóm đầu tiên, sau khi viết ra ý tưởng của mình, các thành viên lần lượt trình bày ý tưởng của mình với nhau và các nhân viên còn lại. Trong cuộc họp nhóm thứ hai, các thành viên xây dựng kế hoạch cho một dự án ngắn hạn và một dự án dài hạn bằng cách sử dụng các ý tưởng đã được phê duyệt (do nhân viên lựa chọn) từ cuộc họp trước. |                    |                                           |               | |                      |
| 126 | 69                 | "K-HAM Special"                           | Không có      | Team 1 (Jin, Jimin & V) · Team 2 (RM, J-Hope & Jungkook)                                                              | 19 tháng 1 năm 2021  |
| Đầu bếp Hàn Quốc Baek Jong-won tham gia với tư cách là người hướng dẫn và giám khảo khách mời — nó là sự hợp tác giữa Baek Jong-won và BTS để quảng cáo thịt lợn Hàn Quốc. Các thành viên BTS chia thành 2 đội gồm 3 người và chuẩn bị các món ăn bằng "k-ham" (thịt lợn đóng hộp). Mỗi thành viên của đội chiến thắng sẽ nhận được một con dao đặc biệt (chưa ra mắt công chúng) có khắc tên của Baek Jong-won. Đội 1 nấu món thịt nguội hầm khoai tây. Đội 2 nấu ramen, dăm bông và cơm. Baek Jong-won chỉ cho BTS cách làm món cơm chiên giăm bông để đáp lại. Cuối tập, Baek Jong-won thông báo rằng cả 2 đội đều chiến thắng vì cả hai đều làm món ăn ngon và tiết lộ rằng ông đã mang dao cho cả 7 thành viên. Một phiên bản đặc biệt của chương trình đã được phát sóng trong tập 59 của chương trình ẩm thực thực tế của Baek Jong-won, Delicious Rendezvous trên SBS TV vào ngày 28 tháng 1 năm 2021. |                    |                                           |               | |                      |
| 127 | 70                 | "777 Lucky Seven" (phần 1)                | Không có      | Không có | 26 tháng 1 năm 2021  |
| Các thành viên BTS thực hiện tổng cộng 14 thử thách. Họ phải hoàn thành tất cả các thử thách để có thể về nhà. V và J-Hope thực hiện hình phạt của họ từ tập 124 bằng cách mặc áo phông có họa tiết. |                    |                                           |               | |                      |
| 128 | 71                 | "777 Lucky Seven" (phần 2)                | Không có      | Không có | 2 tháng 2 năm 2021   |
| Các thành viên BTS thực hiện tổng cộng 14 thử thách. Họ phải hoàn thành tất cả các thử thách để có thể về nhà. Suga là người về nhà đầu tiên. V về nhà cuối cùng và phải hoàn thành thử thách quân cờ domino. Dù không thể hoàn thành thử thách nhưng anh vẫn được về nhà. |                    |                                           |               | |                      |
| 129 | 72                 | "Hello 2021"                              | Không có      | Không có | 9 tháng 2 năm 2021   |
| BTS chơi 3 trò chơi trong nhà. Họ sẽ bị phạt ngẫu nhiên tùy theo mức độ chơi tốt hay kém của các thành viên khác. Đầu tiên là trò chơi nói dối. Jungkook chiến thắng, Jin được nhận hình phạt. Đối với trò chơi thứ hai, BTS phải xác định chính xác tên bài hát của họ đang được phát trên harmonica bởi một trong các thành viên. Jungkook ghi được nhiều điểm nhất. RM, Jin, Jimin và V chia sẻ hình phạt — hai người cuối thua. Trò chơi cuối cùng là phiên bản đệm của Red Light, Green Light. RM và V thua, nhưng vòng sau được chọn làm MVP của ngày. Các thành viên đưa ra nhận xét cuối chương trình về hy vọng của họ cho năm mới và RM và V thực hiện hình phạt của họ. |                    |                                           |               | |                      |
| 130 | 73                 | "Long-term Project Tennis"                | Không có      | Suga, Jin và Jung Kook. Jimin, V, J-Hope và RM.                                                                       | 16 tháng 2 năm 2021  |
| BTS bắt đầu dự án dài hạn của họ, Tennis. Các thành viên cũ của đội tuyển quốc gia Hàn Quốc, Im Kyu-tae và Kwon Soon-woo, xuất hiện trong nửa đầu của tập với tư cách là huấn luyện viên khách mời. BTS chia thành 2 đội gồm 3 người (Jungkook, Jin, Suga) và 4 người (RM, J-Hope, Jimin, V) — Im Kyu-tae dạy cho đội 3 người về cú đánh thuận tay, Kwon Soon-woo dạy cho đội 4 người về cú đánh trái tay. Các đội đã đổi huấn luyện viên để học cách đánh khác, sau đó chơi trò chơi trong một buổi tập ngắn với nhau. Suga, Jin, Jungkook và Kwon Soon-woo chiến thắng. Phần còn lại của tập bao gồm phân cảnh các thành viên tham gia các buổi học tennis tại một trung tâm chuyên nghiệp trong những tuần tiếp theo. |                    |                                           |               | |                      |
| 131 | 74                 | "Long-term Project Tennis 2"              | Suga          | Không có | 23 tháng 2 năm 2021  |
| Huấn luyện viên Kim Sang-hyun xuất hiện trong tập này với tư cách là trọng tài khách mời và bình luận viên. Sử dụng kỹ năng quần vợt có được gần đây của họ, BTS thi đấu với nhau trong một giải đấu quần vợt, BTS Tennis Championship. Suga không tham gia cuộc thi — anh đóng vai trò là MC của tập và bình luận viên cùng với Kim Sang-hyun. Jin chiến thắng cả hai trận đấu của mình (10–6 trước Jimin trong trận bán kết, 7–3 trước V trong trận chung kết) và giải đấu. Anh nhận được một huy chương vàng. Các thành viên cùng nhau ăn tối tại một nhà hàng Trung Quốc để ăn mừng. |                    |                                           |               | |                      |
| 132 | 75                 | "77 Minute Debate" (phần 1)               | Không có      | Không có | 2 tháng 3 năm 2021   |
| BTS thực hiện một cuộc tranh luận kéo dài 77 phút về các chủ đề khác nhau. Có tổng cộng 7 chủ đề. Họ có 11 phút cho mỗi hiệp. Họ sẽ viết Run BTS trên lòng bàn tay của họ. Thành viên có chữ viết rõ ràng nhất trên lòng bàn tay sẽ giành được chứng nhận cho khách sạn. |                    |                                           |               | |                      |
| 133 | 76                 | "77 Minute Debate" (phần 2)               | Không có      | Không có | 9 tháng 3 năm 2021   |
| BTS thực hiện một cuộc tranh luận kéo dài 77 phút về các chủ đề khác nhau. Có tổng cộng 7 chủ đề. Họ có 11 phút cho mỗi hiệp. Họ sẽ viết Run BTS trên lòng bàn tay của họ. Thành viên có chữ viết rõ ràng nhất trên lòng bàn tay sẽ giành được chứng nhận cho khách sạn. Họ hoàn thành 4 chủ đề còn lại của họ. Jimin chiến thắng. |                    |                                           |               | |                      |
| 134 | 77                 | "Workshop Special" (phần 1)               | Không có      | Không có | 16 tháng 3 năm 2021  |
| BTS thực hiện 3 thử thách: vua tìm kiếm, đoán điệu nhảy này và bảo vệ đồ đạc của tôi. Các thành viên bắt đầu với vua tìm kiếm. Jimin chiến thắng. |                    |                                           |               | |                      |
| 135 | 78                 | "Workshop Special" (phần 2)               | Không có      | Không có | 23 tháng 3 năm 2021  |
| BTS thực hiện 3 thử thách: vua tìm kiếm, đoán điệu nhảy này và bảo vệ đồ đạc của tôi. Các thành viên tiến hành thử thách "đoán điệu nhảy này". Jungkook chiến thắng. |                    |                                           |               | |                      |
| 136 | 79                 | "Workshop Special" (phần 3)               | Không có      | Không có | 30 tháng 3 năm 2021  |
| BTS thực hiện 3 thử thách: vua tìm kiếm, đoán điệu nhảy này và bảo vệ đồ đạc của tôi. Các thành viên tiến hành thử thách "bảo vệ đồ đạc của tôi". Jungkook và J-Hope chiến thắng. Jimin phải chuẩn bị bữa trưa cho RM, Suga và anh cho hành trình leo núi Achasan của họ. |                    |                                           |               | |                      |
| 137 | 80                 | "Entertainment Quiz Show" (phần 1)        | Không có      | Team Jimin and Jungkook (Jimin & Jungkook) · Team 1, 2, 3, Fighting (RM & V) · Team J-Hope awesome Jin (Jin & J-Hope) | 6 tháng 4 năm 2021   |
| BTS chơi một chương trình đố vui. Họ được chia thành 3 đội. Có 3 thể loại chính — câu hỏi vô nghĩa, câu đố về mã beeper và câu đố về tiếng địa phương. Các đội nhận giải dựa trên số điểm. |                    |                                           |               | |                      |
| 138 | 81                 | "Entertainment Quiz Show" (phần 2)        | Không có      | Team Jimin and Jungkook (Jimin & Jungkook) · Team 1, 2, 3, Fighting (RM & V) · Team J-Hope awesome Jin (Jin & J-Hope) | 13 tháng 4 năm 2021  |
| BTS chơi một chương trình đố vui. Họ được chia thành 3 đội. Họ chơi một số trò chơi liên quan đến đoán âm nhạc trong quá khứ và hiện tại. Jungkook và V cuối cùng sử dụng cơ hội gọi điện trợ giúp. Các đội nhận giải dựa trên số điểm. Đội J-Hope awesome Jin chiến thắng. |                    |                                           |               | |                      |
| 139 | 82                 | "BTS Table Tennis Class" (phần 1)         | Không có      | Không có | 20 tháng 4 năm 2021  |
| Các thành viên BTS luyện tập bóng bàn với Ryu Seung-min. |                    |                                           |               | |                      |
| 140 | 83                 | "BTS Table Tennis Class" (phần 2)         | Không có      | Không có | 27 tháng 4 năm 2021  |
| Tập phim tiếp tục với việc các thành viên thi đấu với nhau trong một giải đấu bóng bàn. V chiến thắng. Jin và Jungkook đối mặt một lần nữa để xác định xem ai là người đứng cuối cùng. Jin thua cuộc và phải dọn dẹp. |                    |                                           |               | |                      |
| 141 | 84                 | "BTS Collaboration Variety Show" (phần 1) | Na Young-seok | Không có | 4 tháng 5 năm 2021   |
| Với sự hợp tác giữa Run BTS và The Game Caterers của Na Young-seok. Các thành viên BTS thực hiện các thử thách và nhiệm vụ tương tự như các chương trình thực tế nổi tiếng mà Na Young-seok đã sản xuất. |                    |                                           |               | |                      |
| 142 | 85                 | "BTS Collaboration Variety Show" (phần 2) | Na Young-seok | Không có | 11 tháng 5 năm 2021  |
| Với sự hợp tác giữa Run BTS và The Game Caterers của Na Young-seok, các thành viên BTS thực hiện các thử thách và nhiệm vụ tương tự như các chương trình thực tế nổi tiếng mà Na Young-seok đã sản xuất. Jimin chiến thắng. Cuối cùng, các thành viên nhận được quà từ The Game Caterers. Đây là tập cuối cùng trước khi chương trình bị gián đoạn. |                    |                                           |               | |                      |
| 143 | 86                 | Perfect Pairings                          | Baek Jong-won | J-Hope, RM & Jimin · V, Jin & Jungkook                                                                                | 15 tháng 6 năm 2021  |
| Baek Jong-won chia sáu thành viên thành hai nhóm. Mỗi nhóm được yêu cầu chế biến một món ăn. |                    |                                           |               | |                      |
| 144 | 87                 | BTS Books                                 | Không có      | V & J-Hope · Jungkook & Jin · Jimin & RM                                                                              | 22 tháng 6 năm 2021  |
| BTS trổ tài viết truyện thiếu nhi. Cả 3 đội đều giành chiến thắng. Suga phải viết báo cáo về các câu truyện. |                    |                                           |               | |                      |
| 145 | 88                 | RUN BTS Gayo                              | Không có      | Không có | 29 tháng 6 năm 2021  |
| BTS chơi một chương trình đố vui về các ca khúc của nhóm. Cuộc thi được chia làm ba vòng: vòng phụ âm, vòng thi Pictionary, và vòng thi nhạc yêu cầu bởi người hâm mộ. V được chọn là MVP của tập. |                    |                                           |               | |                      |
| 146 | 89                 | "BTS Village: Joseon Dynasty 1"           | Không có      | Thieves (không rõ) · Citizens (không rõ)                                                                              | 3 tháng 8 năm 2021   |
| BTS chơi trò chơi ma sói kết hợp với đi tìm kho báu trong "ngôi làng BTS", lấy bối cảnh dưới thời nhà Triều Tiên. Các thành viên đóng giả làm dân làng và phải tìm mảnh vỡ của bia mộ ARMY (trong tập 121) để trở lại năm 2021. Các thành viên phải đoán chính xác ai trong số họ là một trong những "kẻ trộm" đang ngăn họ truy tìm mảnh vỡ và tránh để "quân triều đình" phát hiện hoặc phải chịu hình phạt. Manh mối để tìm mảnh vỡ được giấu khắp nơi trong làng. Mỗi thành viên có thể thực hiện một thử thách cá nhân để nhận được "superpower" hỗ trợ cho công việc tìm kiếm nếu thành công. Phần chơi được chia làm hai vòng. Đội thua phải chịu hình phạt từ đội thắng. |                    |                                           |               | |                      |
| 147 | 90                 | "BTS Village: Joseon Dynasty 2"           | Không có      | Thieves (không rõ) · Citizens (không rõ)                                                                              | 10 tháng 8 năm 2021  |
| BTS chơi Mafia – trò chơi kết hợp truy tìm kho báu ở BTS Village, lấy bối cảnh ở triều đại Joseon. Với một số lời nhắc nhở từ các nhân viên, BTS đã xác định thành công gợi ý đầu tiên về vị trí của mảnh đá tảng bị mất và hoàn thành vòng đầu tiên. Khu vực trò chơi có thể tìm kiếm mở rộng và vòng hai bắt đầu. Các thành viên tìm ra nhiều manh mối hơn và cố gắng giải mã ý nghĩa của chúng, trong khi sự nghi ngờ của họ về nhau ngày càng tăng. RM tính ra rằng phải có ít nhất ba kẻ trộm trong số họ. |                    |                                           |               | |                      |
| 148 | 91                 | "BTS Village: Joseon Dynasty 3"           | Không có      | Thieves (Jin & Suga) · Citizens (J-Hope, RM, Jimin, Taehyung & Jungkook)                                              | 17 tháng 8 năm 2021  |
| BTS chơi Mafia – trò chơi kết hợp truy tìm kho báu ở BTS Village, lấy bối cảnh ở triều đại Joseon. Họ xác định vị trí mảnh bia đá được giấu trong quần áo của một hình nộm tù nhân tại một trong các phòng giam, và xem xét các manh mối thu thập được để loại bỏ các thành viên bị tình nghi là kẻ trộm — Suga, Jin và V được chọn. Sau thời gian dài cân nhắc, Jimin, J-Hope, RM và Jungkook đã nâng cao thành công và trở lại năm 2021. Jin và Suga tiết lộ mình là kẻ trộm — các nhân viên xác nhận rằng chỉ có hai người trong suốt thời gian đó và V là một người dân làng vô tội. Đối với hình phạt của họ, mỗi người sẽ bị đánh một lần bằng một thanh gỗ dày (gonjang, một hình thức trừng phạt thời Joseon) lần lượt bởi V và Jungkook. |                    |                                           |               | |                      |
| 149 | 92                 | "Bangtan Interior Design 1"               | Không có      | Jin Team (Jin, J-Hope, RM & V) · Suga Team (Suga, Jungkook & Jimin)                                                   | 24 tháng 8 năm 2021  |
| BTS thử tài thiết kế nội thất. Họ chia thành hai đội và phải hoàn thành một trong hai khái niệm phòng đã được chuẩn bị sẵn. Họ chơi một số câu đố để quyết định đội nào sẽ chọn trước — đội chiến thắng sẽ nhận được sự trợ giúp từ các nhân viên. Đội Suga thắng và chọn nội thất A (xám dịu), đội Jin nhận nội thất B (xanh đen). Mỗi đội phải sơn và trang trí một căn phòng có diện tích 4m × 4m và trang bị đồ đạc mà họ tự lắp ráp. |                    |                                           |               | |                      |
| 150 | 93                 | "Bangtan Interior Design 2"               | Không có      | Jin Team (Jin, J-Hope, RM & V) · Suga Team (Suga, Jungkook & Jimin)                                                   | 31 tháng 8 năm 2021  |
| BTS thử thiết kế nội thất. Cả hai đội chuẩn bị xong phòng và các nhân viên bình chọn cho đội xuất sắc nhất. Đội Suga thắng. |                    |                                           |               | |                      |
| 151 | 94                 | "War of Money Staycation, 1"              | Không có      | Không có | 7 tháng 9 năm 2021   |
| BTS đi nghỉ tại khách sạn Josun Palace ở Gangnam. Họ chơi trò chơi để xác định bài tập cho từng phòng, — Jimin kết thúc với căn phòng nhỏ nhất. Các thành viên được cung cấp thực đơn phục vụ phòng đặc biệt, thẻ tín dụng không giới hạn và được giao một nhiệm vụ: họ có thể gọi bất cứ thứ gì từ thực đơn (hai món mỗi người), nhưng phải làm như vậy theo thứ tự họ vào phòng của mình và không cần biết ngân sách thực phẩm là bao nhiêu. Nhiệm vụ sẽ kết thúc khi họ đưa số dư trong thẻ xuống 0 hoặc vượt quá giới hạn. Nếu đạt được thành tích cũ, họ sẽ nhận được 7 triệu KRW tiền thưởng để chia đều cho nhau. |                    |                                           |               | |                      |
| 152 | 95                 | "War of Money Staycation, 2"              | Không có      | Không có | 14 tháng 9 năm 2021  |
| BTS đặt đồ ăn và trò chơi trị giá 8,1 triệu KRW cho nhiệm vụ, sau đó dành thời gian còn lại của họ để thư giãn một mình và với nhau. Vào cuối tập phim, các nhân viên tiết lộ rằng họ đã đoán đúng ngân sách và trao giải thưởng cho họ. |                    |                                           |               | |                      |
| 153 | 96                 | "Throwback Songs 1"                       | Không có      | Không có | 21 tháng 9 năm 2021  |
| BTS chơi trò chơi đoán bài hát và có cơ hội đặt lại tất cả các hình phạt đã tích lũy từ các tập trước chưa được thực hiện. Họ đoán tên các bài hát chủ đề phim hoạt hình cũ dựa trên một đoạn trích nhạc ngắn và chơi Metal Tray Karaoke: hai bài hát được trộn với nhau và họ phải hát đúng phần và lời bài hát tương ứng của toàn bộ bản mix. Nếu họ làm sai, một khay nhôm sẽ bị rơi xuống đầu họ. Người thua cuộc trong ngày sẽ phải vượt qua cây cầu trên không của Lotte World Tower (cao 541m), đi cùng với một thành viên do anh lựa chọn. |                    |                                           |               | |                      |
| 154 | 97                 | "Throwback Songs 2"                       | Không có      | Không có | 28 tháng 9 năm 2021  |
| J-Hope về nhì và được miễn hình phạt. Suga xếp vị trí cuối cùng và RM tình nguyện đi cùng anh đến tháp Lotte World Tower. Trong khi băng qua cầu vượt, họ dừng lại giữa chừng để biểu diễn vũ đạo của "Permission to Dance" cùng nhau. |                    |                                           |               | |                      |
| 155 | 98                 | "Finale" (phần 1)                         | Jin           | Không có | 5 tháng 10 năm 2021  |
| BTS được yêu cầu hồi tưởng lại những tập trong lịch sử Run BTS và đoán xem tập nào sẽ được xếp hạng cao trong số phiếu bầu của người hâm mộ. |                    |                                           |               | |                      |
| 156 | 99                 | "Finale" (phần 2)                         | Không có      | Không có | 12 tháng 10 năm 2021 |
| Trong tập cuối cùng của mùa 3, BTS đã chơi các trò chơi từ tập trước. Họ đã chụp ảnh kỷ niệm và tranh luận. Sau đó, họ hồi tưởng lại những kỷ niệm cũ từ các tập trước. |                    |                                           |               | |                      |

## Đón nhận

### Chuyển thể
Vào ngày 10 tháng 7 năm 2018, các phương tiện truyền thông Hàn Quốc đã thông báo rằng kênh truyền hình cáp Mnet sẽ bắt đầu phát sóng 8 tập của Run BTS trong những tập nổi tiếng nhất trên truyền hình lúc 18:00 KST vào mỗi tối thứ Tư, bắt đầu từ ngày 11 tháng 7 trong tám tuần. Các tập "MT" (tập 17–18) và "Manito" (tập 23–24) của mùa 2 nằm trong số những tập được chọn. Tập 8 và tập cuối cùng của mùa 2 được phát sóng vào ngày 29 tháng 8 năm 2018.
Vào năm 2020, Mnet đã thông báo vào ngày 6 tháng 8 rằng họ sẽ một lần nữa phát sóng 8 tập trong những tập nổi tiếng nhất được phát hành từ năm 2019–2020 như một chương trình truyền hình đặc biệt cho kỳ nghỉ hè — tập 100 đặc biệt, "Avatar Cooking King" và "Photo Exhibition" được đưa vào danh sách. Các tập được phát sóng vào tối thứ Năm hàng tuần lúc 20:00 KST kể từ ngày 6 tháng 8 trong tám tuần cho đến ngày 24 tháng 9 năm 2020. Mnet đã phát sóng thêm tập "Hangul Day Special" của mùa 3 năm 2019, vào ngày 1 tháng 10 như một chương trình đặc biệt cho lễ Chuseok.
Vào ngày 1 tháng 4 năm 2021, kênh truyền hình cáp JTBC của Hàn Quốc đã công bố một loạt nội dung phát sóng cho chương trình đặc biệt về mùa xuân kéo dài 10 tuần của các nghệ sĩ HYBE Labels, bắt đầu phát sóng vào cùng ngày trên JTBC2 — mỗi tối thứ Năm lúc 19:30 tối KST. Run! BTS đã được đưa vào danh sách của BTS. Hai tập mới của chương trình sẽ được ra mắt trên kênh truyền hình JTBC đầu tiên và sau đó là Weverse và V Live.

### Giải thưởng
| Năm  | Giải thưởng   | Hạng mục        | Kết quả   | Nguồn  |
| ---- | ------------- | --------------- | --------- | ------ |
| 2018 | V Live Awards | Best V Original | Đoạt giải | [ 89 ] |